# Annalisa Cucinotta
Annalisa Cucinotta, née le 4 mars 1986 à Latisana dans la province d'Udine dans le Frioul-Vénétie Julienne, est une ancienne coureuse cycliste italienne. Elle concourt sur route et sur piste.

## Biographie
Spécialiste de la piste, elle est contrôlée positive en décembre 2008 au boldénone, un stéroïde anabolisant.

## Palmarès sur piste

### Championnats du monde
- Apeldoorn 2011
  - 15e de la poursuite par équipes
- Saint-Quentin-en-Yvelines 2015
  - 6e du scratch

### Coupe du monde
- 2004-2005
  - 1re du scratch à Sydney
  - 3e du scratch à Moscou
- 2006-2007
  - 1re du scratch à Moscou
- 2007-2008
  - 2e du scratch à Moscou
- 2008-2009
  - 1re du scratch à Cali
  - 2e du scratch à Melbourne
  - 3e de la poursuite par équipes à Cali

### Championnats du monde juniors
- 2004
  -  Championne du monde du scratch juniors

### Championnats d'Europe
| Édition / Épreuve | 500 mètres | Keirin | Vitesse | Scratch | Course à l'élimination |
| 2003 (juniors)    |            |        |         | Argent  |                        |
| 2004 (juniors)    | Argent     |        | Argent  | Or      |                        |
| 2006 (espoirs)    |            | Argent |         |         |                        |
| 2007 (espoirs)    |            |        |         | Argent  |                        |
| Granges 2015      |            |        |         |         | Argent                 |

### Championnats d'Italie
| - 2004 - Championne d'Italie de vitesse juniors - Championne d'Italie du 500 mètres juniors - Championne d'Italie de course aux points juniors - 2005 - 2e du 500 mètres - 3e du keirin - 3e de la course aux points - 2006 - 2e du keirin - 2e de la vitesse - 3e du 500 mètres - 2007 - Championne d'Italie du keirin - Championne d'Italie du scratch - 2e du 500 mètres - 2008 - 2e du keirin - 2e de la poursuite par équipes - 2012 - 2e du 500 mètres - 2e du keirin - 2e de la vitesse - 3e de la vitesse par équipes | - 2013 - Championne d'Italie de vitesse - Championne d'Italie du 500 mètres - Championne d'Italie du scratch - 2e de la vitesse par équipes - 2e de l'omnium - 2014 - Championne d'Italie de vitesse par équipes (avec Maila Andreotti) - 2e du 500 mètres - 2e du keirin - 2e de la vitesse - 2e du scratch - 2e de l'omnium - 3e de la poursuite par équipes - 3e de la course aux points |

## Palmarès sur route

### Par années
- 2006
  - 1re et 2e étapes du Eko Tour Dookola Polski
  - 2e du GP Liberazione
- 2007
  - 3e du GP Liberazione
- 2008
  - Classique de Padoue
- 2011
  - 2e du GP Cento - Carnevale d'Europa
- 2014
  - 9e du Tour of Chongming Island World Cup (Cdm)
- 2015
  - 1re étape du Tour du Qatar
  - 4e étape du Tour d'Italie
  - 3e du Tour de l'île de Chongming

### Classements mondiaux
| Année                                 | 2011 | 2012 | 2013 | 2014 | 2015 | 2016 | 2017 |
| ------------------------------------- | ---- | ---- | ---- | ---- | ---- | ---- | ---- |
| Classement UCI                        | 215e | nc   | 306e | 89e  | 56e  | 99e  | 154e |
| UCI World Tour                        |      |      |      |      |      | 50e  | 125e |
|                                       |      |      |      |      |      |      |      |
| Légende : nc = non classéSource : UCI |      |      |      |      |      |      |      |